# یونیورسال سیتی (تگزاس)
یونیورسال سیتی، تگزاس(به انگلیسی: Universal City, Texas) شهری در ایالت تگزاس از ایالات جنوبی ایالات متحده آمریکا است. در سرشماری سال ۲۰۰۰، جمعیت این شهر ۱۴۸۴۹ نفر اعلام شد.